# Theridion fornicatum
Theridion fornicatum är en spindelart som beskrevs av Simon 1884. Theridion fornicatum ingår i släktet Theridion och familjen klotspindlar.
Artens utbredningsområde är Sudan. Inga underarter finns listade i Catalogue of Life.